# شمر يهحمد
شمر يهحمد الحميري (نحو 170م - 245م): ملك سبأ وذو ريدان.تولى شمر يهحمد الحكم بعد الملك لعزم يهنف يهصدق منتصف العام 217م. وعاصر شمر يهحمد في أواخر عهده الملك القوي إل شرح يحضب الثاني وأخيه يأزل ملكي سبأ، والذين خاض معهم صراعاً عنيفاً، طمع فيه كل منهما للتفرد بالقيادة وبسط النفوذ على أراضي الطرف الآخر وتحقيق الوحدة السياسية لذو ريدان وسبأ.
لا يُعرف على وجه التحديد العوامل التي أدت إلى ظهور الملك (شمر يهحمد) زعيماً للحميريين. ولدينا من عهد شمر يهحمد ملك سبأ وذو ريدان ثلاثة نقوش مؤرخة، أقدمها مؤرخ في شهر القيظ سنة 327 بالتقويم الحميري الموافق يونيو سنة 217 بعد الميلاد (النقش المؤرخ: Kh-Umayma 5)،والثاني مؤرخ سنة 330 بالتقويم الحميري الموافق 220م (النقش المؤرخ: Kh-Umayma 6)،وآخر نقش تم العثور عليه لشمر يهحمد في سنة 275 بتقويم مضحا الموافق سنة 242م أو 245 بعد الميلاد على الخلاف في بداية تاريخ مضحا سنة 33 ق م أو 30 ق م (النقش المؤرخ: al-Jifjif 1)
وفي أول عهده، قام شمر ملك سبأ وذي ريدان بإعادة إعمار مدينة ظفار عاصمة ملوك ذو ريدان (Robin-Radāʿ 1)،ويفترض بعض الباحثين أن نص إعادة إعمار ظفار يعود إلى أوائل عهد شمر يهحمد، وأن الإعمار كان على إثر محاصرة الأحباش  لظفار وتخريبها في الحرب التي كانت بين الملك لعزم يهنف يهصدق ضد بيجة ابن جدرت ملك الحبشة قي أوائل سنة 217م، وإلى جانب ملك حمير شارك الجنرال (قطبان أوكان) - التابع للملك السبئي لحي عثت يرخم - وقد انتهت المعارك التي جرت مع الحبش بطردهم عن ظفار المدينة التي احتلوها، ولكنهم ذهبوا إلى أرض معافر ثم معاهر حيث بقوا هناك (Ja 631 – السطر 20 - 35).
عاصر شمر يهحمد في أوائل عهده الملك السبئي (لحي عثت يرخم) الذي حمل لقب ملك سبأ وذي ريدان، والذي حافظ على اللقب والمكتسبات التي حققها شاعر أوتر. ثم عاصر الملك (فرع ينهب) الذي حمل لقب ملك سبأ فقط، ويبدوا أن شمر يهحمد في عهد هذا الملك، بدأ بالتوسع على حساب سبأ، وحصر فرع ينهب في أرض الهضبة الجبلية، وذلك يتضح من لقبه. وخلال حكم شمر يهحمد، قام أول ملوك أسرة أحرار يهبر الحضرمية وهو (يدع آل بين بن رب شمس) بإعادة بناء شبوة والقصر شقير، ليستمر الصراع بين كافة الأطراف السياسية المعروفة آنذاك وهي حمير وسبأ، وحضرموت، إضافة إلى الحبشة التي دخلت مع حكام جنوب الجزيرة العربية في صراع أو تحالف حسب ما تقتضيه ظروفها.
في أواخر عهد شمر يهحمد، فيما بين عامي (240م - 245م)، تعرضت حمير لهجمات الملك (إل شرح يحضب الثاني)، الذي شن حروب منتظمة على الأراضي الحميرية انطلاقاً من مدينة ناعط، ووصلت الحروب بين الطرفين إلى مدينة ذمار، وعلى أثرها تم عقد هدنة بين الطرفين لالتقاط انفاسهم (CIH 314).قام شمر يهحمد خلال فترة الهدنة بتعمير موقع تعرمان خلال شهرين فقط، وهو حصن عسكري سبئي سيطر عليه الحميريون فأصبح مقراً متقدماً للحميريين في الأراضي السبئية، وإعادة إعمار هذا الحصن يدل على إصرار شمر يهحمد على استئناف القتال (Ir 49).وفعلاً لم تدم الهدنة طويلاً، إذ اتهم الشرح يحضب منافسة شمر يهحمد بالأخلال بالمواثيق والاستعانة بأحزاب الحبشة - أي القبائل العربية الموالية للحبشة -  في حرب سبأ، فستأنف القتال بين الطرفين، وتم تدمير حصن تعرمان ، ويذكر إل شرح أنه هزم الأحباش ومن والاهم من قبائل سهرة (Ja 577)،لاحقاً أرسل شمر يهحمد وفداً إلى الشرح يحضب يطلب السلم والتآخي (Ir 69).ولم يلبث أن توفى شمر يهحمد، ليكمل بعده خليفته كرب إل أيفع ذلك الصراع، وقد اتهمه إل شرح يحضب الثاني بإخلال المواثيق التي عقدها مع شمر يهحمد،ونشبت بين كرب إل أيفع وإل شرح يحضب الثاني حروباُ كبرى امتدت لمدة خمس سنوات (نحو 250 - 255م)، انتهت في صالح إل شرح يحضب الثاني وفق الرواية السبئية.ولكن تلك المعارك والحروب، لم تؤدِي إلى نتيجة حاسمة، حيث بقى ملوك ذي ريدان يكتسبون السلطة بثبات، واستطاع ياسر يهنعم خليفة كرب إل أيفع من توحيد دولتي سبأ وذي ريدان من جديد وبصفة نهائية.